# Adrian Slack
Adrian Slack es un escritor neozelandés, autoridad en plantas carnívoras.

## Algunas publicaciones

### Libros
- kel Sanderson, fiona Stokes, adrian Slack. Te Ripoata Ohanga Maori Mo Te Waiariki: Report on the Maori Asset Base in the Waiariki Economy: An Economic Growth Strategy for a Sustainable Future. 50 pp. 2010 ISBN 047834502X

- Insect Eaters. 158 pp. 2006. ISBN 1899296301

- Carnivorous Plants. 240 pp. 1979, 2005

- Insect-Eating Plants and How to Grow Them. 172 pp. 1986, 2006

Sus libros son considerados excelente información acerca del cultivo, ampliamente amado por la comunidad de las plantas carnívoras. Después de un largo tiempo sin publicar, se han recientemente reeditados. Ha desarrollado cientos de cultivares (ver el link abajo) y muchas han sido nombradas en su honor.